# Trimedoximbromid
Trimedoximbromid ist ein Antidot gegen Vergiftungen mit Organophosphaten.
In einer Studie an Ratten, an denen Intoxikationen mit 26 verschiedenen  Organophosphaten vorgenommen wurden, wies Trimedoxim im Vergleich mit Obidoxim und Pralidoxim die beste antidotische Wirkung auf. Als wirksam galt ein Oxim, wenn die Verabreichung bei mindestens der Hälfte der Tiere den Tod verhinderte. Trimedoxim zeigte sich gegen sieben Organophosphate unwirksam (Trichlorfon, Demeton-S-methyl, Pyridafenthion, Pirimiphos-methyl, Azinphos-methyl, Dialifos, Dimethoat), während Obidoxim gegen zehn und Pralidoxim gegen 14 unwirksam war.